# San José Berlín
San José Berlín är en ort i Mexiko.   Den ligger i kommunen Comitán Municipality och delstaten Chiapas, i den sydöstra delen av landet, 800 km sydost om huvudstaden Mexico City. San José Berlín ligger 721 meter över havet och antalet invånare är 175.
Terrängen runt San José Berlín är varierad. Runt San José Berlín är det ganska tätbefolkat, med 62 invånare per kvadratkilometer. Närmaste större samhälle är Comitán, 19,5 km norr om San José Berlín. Omgivningarna runt San José Berlín är en mosaik av jordbruksmark och naturlig växtlighet.